# 고사리
고사리(Bracken)는 고사리속 양치류의 총칭이다. 속명으로는 북고사리, 참고사리, 층층고사리, 생약명으로는 궐근(蕨根)이다. 세계적으로 널리 분포하는 여러해살이풀로 높이 1m가량, 잎자루 높이 20-80cm의 양치류 식물이다. 고사리는 12개의 변종이 있고, 대한민국에 서식하는 종은 라티우스쿨룸 등이 있다.

## 생태
이 고사리의 뿌리 줄기는 땅 속을 길게 기며 둥글고 새로 나온 부분에는 갈색 같기고 하고 진한 분홍색 같기도 한 털이 있다. 잎자루는 곧게 서며 굵고 털이 없으나, 그 기부 부근은 어두운 갈색을 띠며 같은 빛의 털이 있다. 특징으로는  잎자루는 길이 20-80cm로 연한 볏짚색이며 땅에 묻힌 밑부분은 흑갈색으로 털로 덮여 있다. 바로 채취한 고사리는 떫은 맛이 강해 생으로 먹지 못한다.

### 번식
다 자란 고사리의 잎 뒷면에는 포자낭이 있으며, 포자낭이 터지면 그 안의 포자가 땅에 떨어져 번식한다. 이후, 땅에 떨어진 포자가 자라서 전엽체로 성장하는 데 전엽체는 평평한 심장 모양으로 녹색을 띠며 지름은 5mm 정도이다. 이 전엽체 뒷면에 장정기와 장란기가 있다. 장정기 속에서 만들어진 정자는 장란기 속에서 생긴 난자가 있는 곳까지 수분이 있는 곳을 따라 헤엄쳐 가서 수정한다. 수정한 난세포는 전엽체의 장란기 속에서 싹을 틔워 생장하여 새로운 고사리의 몸이 되고, 전엽체는 시들어 버린다. 이처럼 고사리류에서는 포자를 만들어 번식하는 무성생식 시대와 난세포와 정자가 수정하여 새로운 고사리가 되는 유성생식 시대를 반복하는데 이것을 세대교번이라고 한다.

## 효능
- 고사리는 단백질, 비타민 B1, B2, C와 미네랄 등이 다량 함유되어 영양가가 풍부해 면역력을 높여준다.[4]
- 고사리는 식이섬유소가 풍부하게 함유되어 변비 해소와 이뇨 작용 그리고 부기를 제거 한다.[4]
- 고사리는 피부와 점막을 보호하는 효능이 있어 피부 미용에 좋으며, 치아와 뼈를 튼튼하게 한다.[4]

## 참고 문헌
- 이 문서에는 다음커뮤니케이션(현 카카오)에서 GFDL 또는 CC-SA 라이선스로 배포한 글로벌 세계대백과사전의 내용을 기초로 작성된 글이 포함되어 있습니다.